# Koloratur
Eine Koloratur (von lat. color = „Farbe, Färbung“) ist im Gesang eine schnelle Abfolge von Tönen mit kurzen Notenwerten oft gleicher Länge. Koloraturen sind melismatisch, d. h., mehrere Töne fallen gemeinsam auf den Vokal einer Textsilbe. Sie können gebunden oder staccato ausgeführt werden.
Das Prinzip der die Melodie umspielenden Verzierung wurde bereits seit dem Mittelalter entwickelt. Das von Josquin Desprez und anderen Komponisten, Sängern und Theoretikern entwickelte „elegante Singen“ führte durch Ersetzen größerer Notenwerte, die weiß dargestellt wurden, durch kleinere in schwarzer Darstellung zur Schwärzung des Notenbildes („colorare in nero“). Der erste Höhepunkt findet sich somit in der Diminutionspraxis des späten 16. und frühen 17. Jahrhunderts, z. B. bei Komponisten wie Luzzasco Luzzaschi oder Giulio Caccini. Bis zu diesem Zeitpunkt war das Kolorieren eine Form der Improvisation, die jedoch noch bis weit ins 19. Jahrhundert essenziell blieb. Die Koloratur ist wichtiger Bestandteil der Gesangstechnik des Belcanto und der Opernmusik von Claudio Monteverdi bis Giuseppe Verdi und gehörte im 18. Jahrhundert besonders zur Opera seria.
Die Virtuosität der Koloraturen steigerte sich im Spätbarock, als von den virtuosesten Sängern und Sängerinnen immer häufiger nicht nur Läufe, sondern auch Sprünge und gebrochene Akkorde verlangt wurden, wie sie in der Violin- und Tastenmusik modern waren. Eine wichtige Rolle spielten bei dieser Entwicklung sowohl berühmte Kastraten wie Farinelli oder Carestini, als auch Primadonnen, wie Faustina Bordoni, Caterina Gabrielli, Lucrezia Agujari u. a. Auch der Tonumfang wurde im 18. Jahrhundert ausgedehnt und erreichte im Zeitalter der Klassik bereits die Obergrenze (berühmtestes Beispiel dafür sind die Arien der Königin der Nacht in Mozarts Zauberflöte). In den frühromantischen Opern des sogenannten Belcanto in Italien zwischen 1810 und ca. 1850, vor allem bei Gioachino Rossini, erlebte der Koloraturgesang einen letzten großen Höhepunkt und wurde bis zur Grenze des Möglichen getrieben – nun auch in der Opera buffa. Schon bei Rossinis jüngeren Kollegen Bellini und Donizetti spielte Dramatik eine immer größere Rolle und die Koloraturen wurden nach und nach weniger und einfacher. Sangen bis etwa 1830 in der italienischen Oper noch alle Stimmlagen Koloraturen, so verschwanden diese als erstes aus den Männerstimmen, bis in der zweiten Hälfte des 19. Jahrhunderts nur noch die Koloratursoprane übrig blieben.
In der deutschen Oper wurden schon seit Carl Maria von Weber so gut wie keine Koloraturen mehr verwendet, was einerseits auf die Entwicklung eines eigenen deutschen Nationalstils zurückzuführen ist, aber durchaus auch darauf, dass deutsche Sänger (von Ausnahmen wie Gertrud Elisabeth Mara oder Henriette Sontag abgesehen) meistens nicht die spektakuläre Koloraturtechnik besaßen wie die Italiener. Im Laufe des 19. Jahrhunderts gewann dann die Forderung nach Dramatik immer größeres Gewicht und der Koloraturgesang wurde auch in Italien ab etwa 1855 bei Verdi verdrängt, weil er von den Romantikern als zunehmend altmodisch und künstlich angesehen wurde. Nach 1860 wurden virtuose Koloraturen für hohe Soprane noch gelegentlich für fröhliche, kokette oder witzige Effekte eingesetzt, z. B. von Jacques Offenbach in der Arie der Puppe Olympia in Les Contes d’Hoffmann (1881) oder im Frühlingsstimmenwalzer (1883) von Johann Strauss. Arien mit zahlreichen Koloraturen werden auch Koloraturarien genannt.
Bei Richard Wagner, Giacomo Puccini und anderen Veristen spielte die Koloratur gar keine Rolle mehr, sie war mit den naturalistischen Ausdrucksansprüchen der durchkomponierten Oper nicht mehr zu vereinbaren.